# Chlorophytum kolhapurense
Chlorophytum kolhapurense là một loài thực vật có hoa trong họ Măng tây. Loài này được Sardesai, S.P.Gaikwad & S.R.Yadav mô tả khoa học đầu tiên năm 2006.